# Embelia microphylla
Embelia microphylla är en viveväxtart som beskrevs av Elmer Drew Merrill. Embelia microphylla ingår i släktet Embelia och familjen viveväxter. Inga underarter finns listade i Catalogue of Life.